# Jean Prévost-Sansac de Touchimbert
Jean Henri Ferdinand Prévost de Sansac de Touchimbert est un homme politique français né le 7 novembre 1820 à Saint-Maixent (Deux-Sèvres) et décédé le 29 juillet 1892 à Poitiers (Vienne).

## Biographie
Jean Henri Ferdinand Prevost-Sansac de Touchimbert est le fils de Jean Gabriel Amélie Désiré Prévost de Sansac de Touchimbert et de Louise Agathe de Labrouë de Vareilles, comtesse d'Hust et du Saint-Empire. Il épouse Marie Françoise Adrienne Célie de Clervaux de Vanzay.
Grand propriétaire terrien, conseiller municipal de Poitiers, conseiller général de la Vienne pour le canton de Poitiers-Sud de 1879 à 1883, il est député de la Vienne en 1892. Il décède quelques mois après son élection.

## Sources
- « Jean Prévost-Sansac de Touchimbert », dans le Dictionnaire des parlementaires français (1889-1940), sous la direction de Jean Jolly, PUF, 1960 [détail de l’édition]